# Verena Pietzner

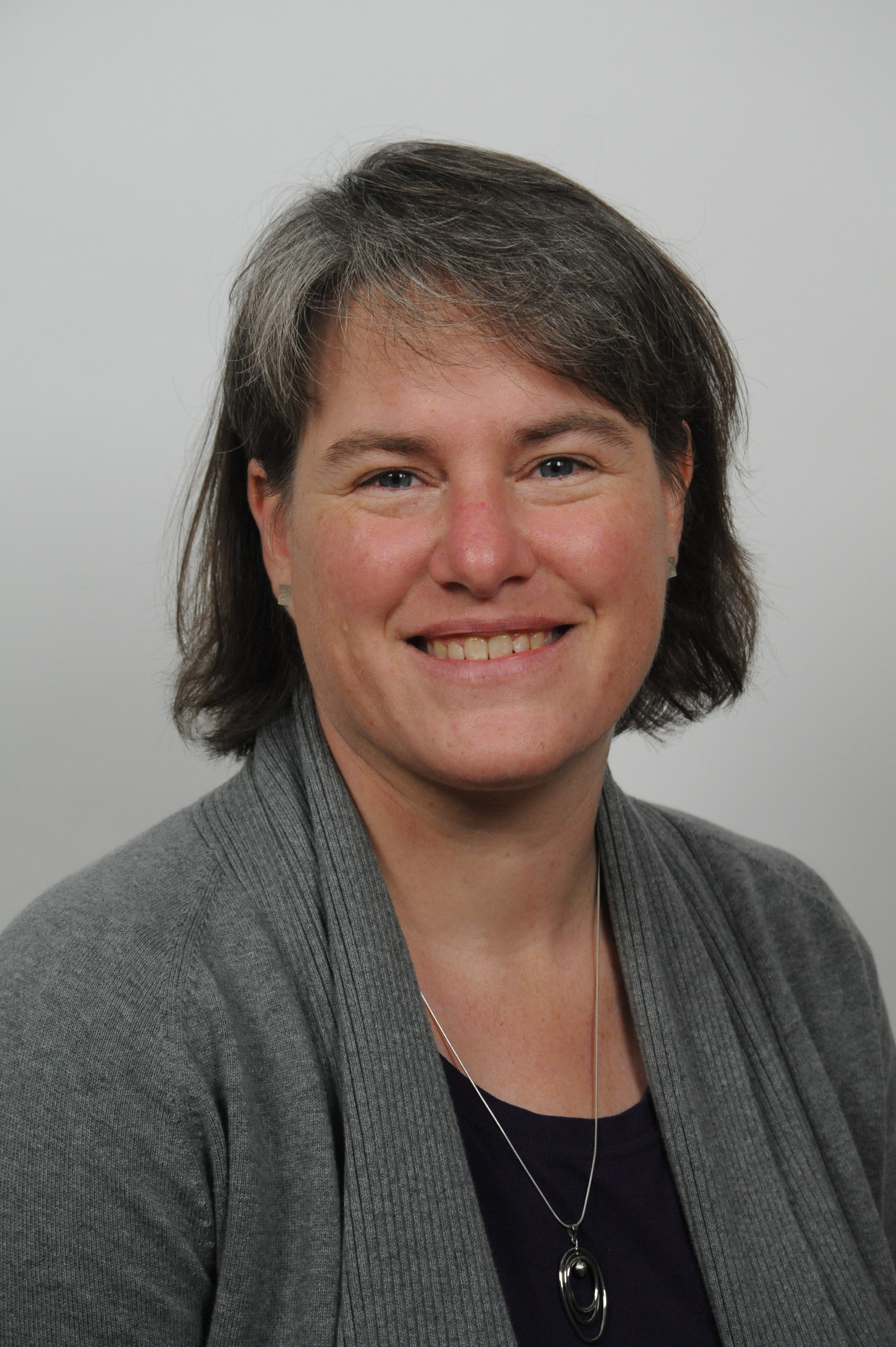
Verena Pietzner (2018)

Verena Pietzner (* 1973) ist eine deutsche Pädagogin und ehemalige Präsidentin der Universität Vechta.

## Leben
Sie studierte von 1992 bis 1997 Chemie und Mathematik für die Sekundarstufe I und II an der Universität Bielefeld und absolvierte anschließend von 1998 bis 2000 das Referendariat am Studienseminar Paderborn. 2000 bis 2002 promovierte sie bei Rainer Herges an der Technischen Universität Braunschweig und an der Christian-Albrechts-Universität Kiel. Im Anschluss war sie von 2002 bis 2009 Habilitandin und wissenschaftliche Assistentin bei Kerstin Höner an der TU Braunschweig am Institut für Fachdidaktik der Naturwissenschaften in der Abteilung Chemie und Chemiedidaktik. Ihre Tätigkeit als Hochschullehrerin begann 2007 mit der Vertretung einer Professur für Didaktik der Chemie an der Universität Würzburg, bevor sie 2009 an der Universität Koblenz-Landau den Lehrstuhl (W2) für physikalische Chemie und Didaktik der Chemie übernahm. Anschließend war sie zwischen 2009 und 2013 Professorin für Chemie und ihre Didaktik an der Universität Hildesheim, bevor sie im März 2014 als Professorin (W3) für  Didaktik der Chemie an die Carl von Ossietzky Universität Oldenburg wechselte. Von 2020 bis Ende 2021 war Pietzner Vizepräsidentin für Studium, Lehre und Internationales der Universität Oldenburg. Ab dem 1. Januar 2022 war sie Präsidentin der Universität Vechta. Während ihrer Amtszeit wurde Pietzner vom Senat der Universität Vechta vorgeworfen mit ihrer Sparpolitik der Universität zu schaden. Daraufhin erfolgte ihre Abwahl durch den Senat und Hochschulrat, welche im Mai 2025 durch den niedersächsischen Wissenschaftsminister Falko Mohrs angenommen wurde.